# Gato seychellois

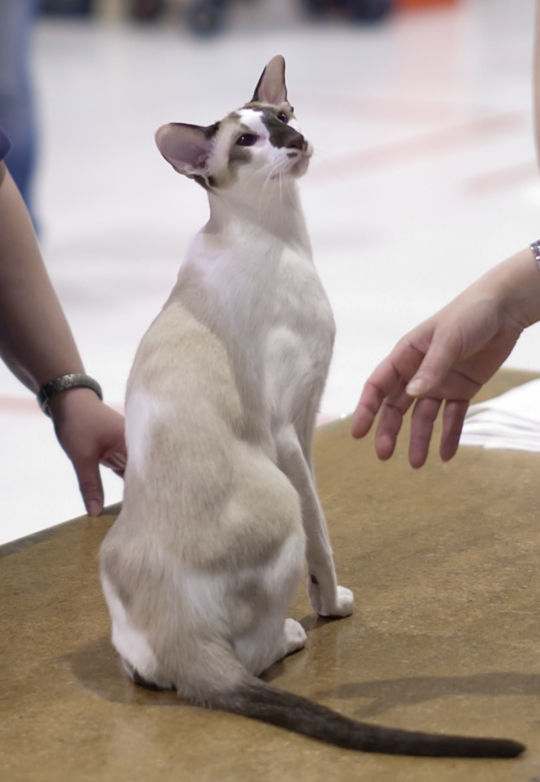

El Seychellois es una raza de gato muy recientemente reconocida, básicamente un gato siamés con manchas blancas. Son gatos muy juguetones y traviesos, pero con mucho carácter. Al igual que el gato oriental, el Seychellois también tiene su versión de pelo largo. Su nombre hace referencia a las islas Seychelles aunque estos gatos no provienen de allí en realidad.

## Origen
Apareció como producto del cruce de orientales bicolores portadores del gen siamés con orientales portadores del gen siamés y con siameses. En un principio estos gatos no tenían cabida dentro de las razas reconocidas y eran registrados como RIEX (registro experimental), por ser un color no reconocido. Tras muchísimo trabajo de criadores en todo el mundo, se logró cumplir con los requisitos necesarios y presentar la raza como tal en la asamblea general de la Federación Internacional Felina, donde fue aprobada, pero sin embargo, no como una variedad más de color dentro de la raza siamesa, sino como una nueva raza. 

## Variedad de colores
Están reconocidas todas las variedades de colores que posee el gato siamés, pero siempre deberán presentar blanco dentro de los puntos de color. Son: Plata point & blanco, azul point & blanco, Chocolate point & blanco, Lila point & blanco, Torties & blanco y Tabbies & blanco.

## Características

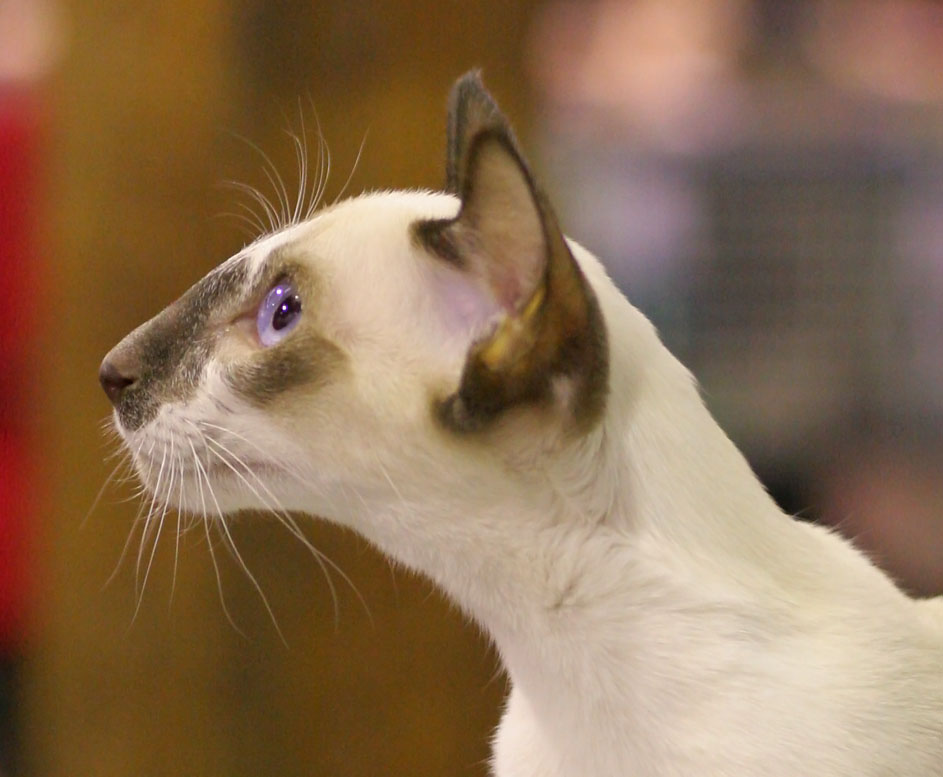

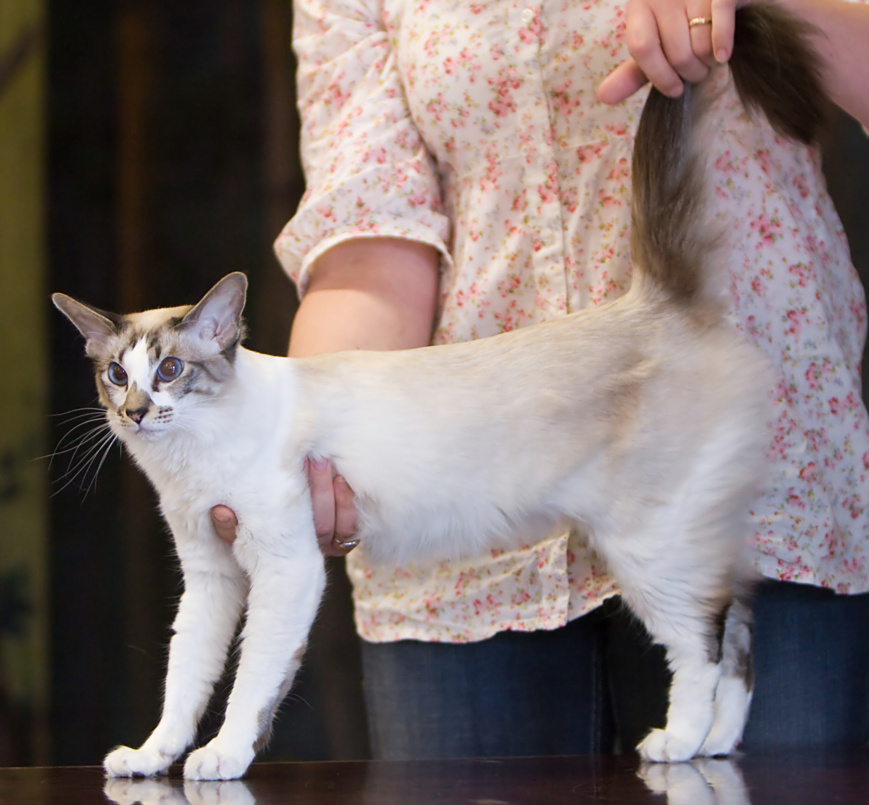

El Seychellois ideal es esbelto, elegante, con líneas largas que se afinan, elástico y con buena musculatura. Tamaño mediano.
- Cabeza: Tamaño mediano, proporcionada con el cuerpo. Equilibrada, tiene forma de cuña con líneas rectas. La cuña comienza en la nariz y gradualmente aumenta en anchura hacia las orejas por medio de líneas rectas. No debería haber depresión a la altura de los bigotes. El cráneo de perfil es ligeramente convexo. Nariz larga y recta, continuando la línea desde la frente sin ninguna rotura visual. Hocico angosto. Mentón y mandíbula de tamaño mediano. La punta del mentón forma una línea vertical con la punta de la nariz.

- Orejas: Grandes, anchas en la base y en punta, las puntas no se deben inclinar hacia el frente. En cuanto a su ubicación, continuarán las líneas de la cuña.

- Ojos: De tamaño mediano, ni protuberantes ni hundidos. De forma almendrada y ligeramente oblicuos hacia la nariz para continuar armoniosamente las líneas de la cuña. El color deber ser puro y límpido, de un brillante azul intenso.

- Cuello: Largo y esbelto.

- Cuerpo y estructura: Largo y esbelto, suficientemente musculoso pero delicado y elegante. Los hombros no serán más anchos que las caderas.

- Patas: Largas y finas, proporcionadas con el cuerpo. Pies pequeños y ovales.

- Cola: Muy larga, fina incluso en la base. Afinándose hacia la punta.

- Manto: Muy corto, fino, brillante y sedoso, pegado al cuerpo y casi sin subpelo. La máscara de la cara, puntos en las orejas, patas y cola deben corresponder a puntos de color lo más parejos posible. La máscara no se extenderá por sobre toda la cabeza sino que se conectará con las orejas por medio de trazas de color. El color del cuerpo debe ser parejo. Se permiten sombras claras en los flancos, pero debe haber un claro contraste entre los puntos y el color del cuerpo.

- Notas: Se permiten ligeras sombras en el cuerpo armonizadas con los puntos de color. En gatos adultos se permitirá un color de cuerpo más profundo.

- Se prohíben cruzamientos de cualquier variedad de color con plata. Se podrá hacer una excepción tras solicitud del criador al comité nacional de cría. En estos casos el comité determinará el color de la camada.

- Faltas: Manchas en el vientre o en los flancos o jaspeado en los puntos, barras y rayas en los puntos, excepto para las variedades “tabby”.

- Faltas que niegan certificado: Contraste insuficiente entre los puntos y el color del cuerpo.

- Faltas que descalifican: Cualquier color de ojos que no sea azul. Falta de manchas blancas en las patas cara y orejas, mancha blanca en la punta de la cola, bizquera, y nudo en cola.